# Comuna Vârlezi, Galați
Vârlezi este o comună în județul Galați, Moldova, România, formată din satele Crăiești și Vârlezi (reședința).
Conform recensământului din 2011, comuna Vârlezi are o populație de 2001 locuitori.

## Personalități locale
- Petru Caraman (1898 - 1980), folclorist, filolog, membru al Academiei Române;
- Alexandru Cernat (1834 - 1893), politician și general, care s-a remarcat în Războiul Ruso-Turc (1877–1878).

## Demografie
Componența etnică a comunei Vârlezi
     Români (94,41%)
     Alte etnii (0%)
     Necunoscută (5,59%)
Componența confesională a comunei Vârlezi
     Ortodocși (93,92%)
     Alte religii (0,49%)
     Necunoscută (5,59%)
Conform recensământului efectuat în 2021, populația comunei Vârlezi se ridică la 1.646 de locuitori, în scădere față de recensământul anterior din 2011, când fuseseră înregistrați 2.001 locuitori. Majoritatea locuitorilor sunt români (94,41%), iar pentru 5,59% nu se cunoaște apartenența etnică. Din punct de vedere confesional, majoritatea locuitorilor sunt ortodocși (93,92%), iar pentru 5,59% nu se cunoaște apartenența confesională.

## Politică și administrație
Comuna Vârlezi este administrată de un primar și un consiliu local compus din 11 consilieri. Primarul, Ștefan Patriche[*], de la Partidul Social Democrat, este în funcție din 2008. Începând cu alegerile locale din 2024, consiliul local are următoarea componență pe partide politice:
|  | Partid                    | Consilieri | Componența Consiliului | Componența Consiliului | Componența Consiliului | Componența Consiliului | Componența Consiliului | Componența Consiliului | Componența Consiliului |
|  | ------------------------- | ---------- | ---------------------- | ---------------------- | ---------------------- | ---------------------- | ---------------------- | ---------------------- | ---------------------- |
|  | Partidul Social Democrat  | 7          |                        |                        |                        |                        |                        |                        |                        |
|  | Partidul Național Liberal | 4          |                        |                        |                        |                        |                        |                        |                        |